# ФК Генчлербирлиги
ФК Генчлербирлиги (тур. Gençlerbirliği) је турски фудбалски клуб из Анкаре. Клуб је основан 14. марта 1923. године. Наступа у Другој лиги Турске. Боје клуба су црна и црвена.

## Успеси
- Куп Турске

- Освајач (2): 1987, 2001.
- Финалиста (3): 2003, 2004, 2008.

## Познатији играчи
- Дејан Лекић
- Немања Томић
- Радосав Петровић
- Милан Смиљанић
- Душко Тошић
- Бојан Исаиловић